# Gianni Bugno
Gianni Bugno, né le 14 février 1964 à Brugg, en Suisse, est un coureur cycliste sur route italien. Professionnel de 1985 à 1998, il a été champion du monde sur route en 1991 et 1992, et vainqueur du Tour d'Italie 1990.

## Biographie
La carrière amateur de Gianni Bugno est surtout marquée par de nombreux titres de champion d'Italie sur piste, notamment en poursuite, signe d'un potentiel physique élevé.
Ses débuts professionnels au sein de la modeste équipe Atala le voient s'illustrer assez vite sur les courses du calendrier de son pays comme l'attestent ses victoires en 1986 dans le Tour du Frioul, le Tour des Appenins ou le Tour du Piémont.
Rejoignant l'équipe Chateau d'Ax, il s'affirme un peu plus en 1988 par de nombreuses places d'honneur dans des courses plus prestigieuses (2e du Tour de Lombardie, 2e de Gand-Wevelgem) mais surtout une victoire d'étape dans le Tour de France à Limoges.
C'est en 1990 que Gianni Bugno connaîtra l'apogée de sa carrière. Dès le début de saison, il s'impose avec maestria dans la classique Milan-San Remo. Il s'aligne ensuite au départ du Tour d'Italie 1990 où les favoris sont les Français Laurent Fignon et Charly Mottet. Bugno remporte le prologue à Bari et endosse le maillot rose qu'il ne quittera plus jusqu'à Milan, raflant au total 3 étapes et le classement par points, seul Mottet sera parvenu à lui montrer une opposition significative en montagne, Fignon et LeMond ayant été inexistants dans l'épreuve. On attend alors beaucoup de Bugno au Tour de France 1990, mais l'étrange déroulement de cette édition où Claudio Chiappucci prend dix minutes à tous les favoris lors de la première étape la transformera en course poursuite qui tournera à l'avantage de LeMond. Bugno, sans doute inexpérimenté à ce niveau et mal épaulé dans son équipe, parviendra tout de même à gagner l'étape prestigieuse de l'Alpe d'Huez (devant LeMond) et celle de Bordeaux. Il termine l'année avec un nouveau succès en Coupe du Monde avec la Wincanton Classic. Il s'adjugera le classement final de la Coupe du monde 90, de même qu'il terminera cette année au rang de no 1 mondial au classement FICP.
En 1991, la lecture du palmarès suffit à montrer que Bugno réalise une très grande saison mais peut-être pas au niveau où les observateurs l'attendaient. Malgré un titre de champion d'Italie et de champion du monde ou encore une victoire dans la Classique de Saint-Sébastien, il ne renouvelle pas son exploit au Giro, même s'il empoche trois victoires d'étapes, et n'est jamais en mesure de faire plier Miguel Indurain dans un Tour 91 qu'il termine 2e avec une nouvelle victoire à l'Alpe d'Huez. Il remporte également le classement FICP 1991.
Pour satisfaire ses ambitions et bénéficier d'une équipe plus solide, il favorise le recrutement de Laurent Fignon en 1992 au sein de sa nouvelle formation Gatorade. Bugno se révèle en fait incapable d'assumer le rôle d'un grand leader. Il lâche prise dans l'étape de Sestrières, où Fignon et Rondon étaient pourtant encore à ses côtés, et craque totalement le lendemain vers l'Alpe d'Huez après avoir tenté une échappée suicidaire dès le départ en compagnie d'un Fignon totalement sacrifié. Il terminera troisième de ce Tour de France 1992, sans doute convaincu que cette course est trop grande pour lui. Il sauve sa saison par un deuxième titre consécutif de champion du monde à Benidorm, en Espagne, sur les terres de Miguel Indurain.
À partir de 1993, Gianni Bugno entame un lent déclin. Il échoue lourdement au Tour de France, ne remporte aucune victoire de prestige. Seuls quelques coups d'éclats viendront ponctuer sa fin de carrière jusqu'en 1998, étoffant au passage un peu plus son remarquable palmarès, comme le Tour des Flandres 1994 ou un nouveau titre de champion d'Italie en 1995. Une fin de carrière assez triste entachée d'affaires pour des faits survenus dans une période trouble du cyclisme alors qu'il était coureur ou lorsqu'il était passé dans l'encadrement de l'équipe Mapei. Il est contrôlé positif à la caféine, alors interdite, en 1994 et est sanctionné de trois mois de suspension,.
Gianni Bugno est le quatrième coureur de l'histoire après Costante Girardengo, Alfredo Binda et Eddy Merckx à remporter le Giro en étant leader du classement général de la première à la dernière journée. Il est aussi le seul coureur à s'imposer deux années de suite à l'Alpe d'Huez sur le Tour de France.
Après sa carrière, en mai 2010, Gianni Bugno devient président de l'Association internationale des coureurs (CPA) - dont une section féminine est créée sous son égide en 2017. Après quatre mandats de trois ans à la tête de ce syndicat de coureurs, il décide de se retirer. Adam Hansen lui succède.

## Palmarès

### Palmarès amateur
| - 1980 - Champion d'Italie de poursuite débutants - Champion d'Italie de poursuite par équipes débutants - Coppa d'Oro - 1981 - Champion d'Italie de poursuite par équipes juniors - Trofeo Emilio Paganessi - 2e du championnat d’Italie sur route juniors - 2e du Giro della Lunigiana - 1982 - Champion d'Italie de course aux points juniors - Champion d'Italie de poursuite par équipes juniors - Trophée de la ville de Loano - 4e du championnat du monde sur route juniors | - 1983 - Champion d'Italie amateurs 2e catégorie - Targa d'Oro Città di Varese - 1984 - Coppa d'Inverno - 1985 - Gran Premio di Diano Marina - Grand Prix Santa Rita - Gran Premio della Liberazione - 5e étape du Tour des régions italiennes - 2e du Circuito del Porto-Trofeo Arvedi - 3e du Giro del Belvedere - 3e du Baby Giro - 3e de Bassano-Monte Grappa |  |

### Palmarès professionnel
- 1986
  - Tour des Apennins
  - Tour du Frioul
  - Tour du Piémont
  - 2e du Tour du Latium
  - 3e du Grand Prix de la ville de Camaiore
  - 6e de Paris-Bruxelles
- 1987
  - 3e étape du Tour du Trentin
  - Tour des Apennins
  - Grand Prix de la ville de Camaiore
  - Coppa Sabatini
  - 3e du Grand Prix de l'industrie et de l'artisanat de Larciano
  - 3e de la Coppa Placci
  - 3e de Florence-Pistoia
- 1988
  - Tour de Calabre :
    - Classement général
    - 1re étape

  - 2e étape du Tour de Romandie
  - 18e étape du Tour de France
  - Tour des Apennins
  - Coppa Agostoni
  - 2e du Tour de la province de Reggio de Calabre
  - 2e de Gand-Wevelgem
  - 2e du Tour du Piémont
  - 2e du Tour de Lombardie
  - 3e du Tour de Vénétie
  - 3e de la Coppa Bernocchi
- 1989
  - 21e étape du Tour d'Italie
  - Trois vallées varésines
  - GP Marostica
  - 2e du championnat d´Italie sur route (Tour des Apennins)
  - 3e du Trophée Baracchi (avec Sean Kelly)
  - 7e du Tour de Romandie
- 1990
  - Coupe du monde
  - Milan-San Remo
  - Tour du Trentin : 
    - Classement général
    - 3e étape

  - Tour d'Italie : 
    -  Classement général
    -  Classement par points
    - 1re (contre-la-montre) , 7e et 19e (contre-la-montre) étapes

  - 11e et 18e étapes du Tour de France
  - Wincanton Classic
  -  3e du championnat du monde sur route
  - 5e du Grand Prix de Zurich
  - 7e de Liège-Bastogne-Liège
  - 7e du Tour de France
  - 8e de l'Amstel Gold Race
  - 8e de la Finale de la Coupe du monde (contre-la-montre)
- 1991
  -  Champion du monde sur route
  -  Champion d'Italie sur route (Tour du Frioul)
  - 2ea (contre-la-montre), 10e (contre-la-montre) et 19e étapes du Tour d'Italie
  - Bicyclette basque :
    - Classement général
    - 1re étape

  - 17e étape du Tour de France
  - Mémorial Nencini
  - 2e étape du Tour de Burgos
  - Classique de Saint-Sébastien
  - 2e du Tour des Apennins
  - 2e du Tour de France
  - 2e du Tour de Burgos
  - 4e du Tour d'Italie
  - 9e du Tour de Romandie
- 1992
  -  Champion du monde sur route
  - 4e étape du Tour de Suisse (contre-la-montre)
  - Tour du Latium
  - Tour d'Émilie
  - Milan-Turin
  - 2e du Tour de Suisse
  - 2e du Trophée Melinda
  - 3e du Critérium du Dauphiné libéré
  - 3e du Tour de France
- 1993
  - Grand Prix du canton d'Argovie
  - 2e étape de la Bicyclette basque
  - GP Telekom (avec Maurizio Fondriest)
  - 3e étape du Tour de Galice
  - 2e de l'Amstel Gold Race
  - 2e du championnat d'Italie sur route (Grand Prix de l'industrie et du commerce de Prato)
- 1994
  - Tour des Flandres
  - 3e étape du Tour d'Italie
  - 4e étape de la Bicyclette basque
  - 3e du Trophée Pantalica
  - 3e de la Flèche brabançonne
  - 4e de la Flèche wallonne
  - 7e de la Coupe du monde
  - 8e du Tour d'Italie
  - 9e de Paris-Nice
  - 10e de la Classique de Saint-Sébastien
- 1995
  -  Champion d'Italie sur route (Trophée Matteotti)
  - Tour méditerranéen : 
    - Classement général
    - 1rea (contre-la-montre par équipes), 4eb et 5e étapes

  - Coppa Agostoni
  - 2e de Liège-Bastogne-Liège
  - 2e du Grand Prix de Zurich
  - 5e de la Classique de Saint-Sébastien
- 1996
  - 1re étape du Tour du Trentin
  - 15e étape du Tour d'Italie
  - 5e étape du Tour de Suisse
  - 20e étape du Tour d'Espagne
  - 3e du Tour de Suisse
  - 6e du Tour de Lombardie
- 1997
  - 10e étape du Tour de Langkawi
  - 3e des Six Jours de Milan (avec Adriano Baffi)
- 1998
  - 12e étape du Tour d'Espagne

### Principales classiques et championnats du monde
Le tableau suivant présente les résultats de Gianni Bugno lors des classiques de la Coupe du monde, ainsi qu'aux championnats du monde.
| Année | Milan- San Remo | Tour des Flandres | Amstel Gold Race | Flèche wallonne | Liège- Bastogne-Liège | Classique de Saint-Sébastien | Championnat de Zurich | Paris-Tours | Tour de Lombardie | Championnats du monde |
| ----- | --------------- | ----------------- | ---------------- | --------------- | --------------------- | ---------------------------- | --------------------- | ----------- | ----------------- | --------------------- |
| 1985  | -               | -                 | -                | -               | -                     | -                            | -                     | 75e         | -                 | -                     |
| 1986  | 111e            | -                 | -                | -               | -                     | -                            | 19e                   | 25e         | 15e               | 81e                   |
| 1987  | 92e             | -                 | -                | -               | -                     | -                            | -                     | 41e         | 25e               | 62e                   |
| 1988  | 73e             | -                 | 27e              | 32e             | 19e                   | -                            | 36e                   | -           | 2e                | -                     |
| 1989  | 88e             | 34e               | 34e              | -               | 96e                   | 24e                          | 23e                   | 105e        | 27e               | 8e                    |
| 1990  | Vainqueur       | 12e               | 8e               | 44e             | 7e                    | 24e                          | 5e                    | 23e         | 13e               | 3e                    |
| 1991  | 42e             | -                 | -                | 68e             | 17e                   | Vainqueur                    | 45e                   | -           | -                 | Vainqueur             |
| 1992  | 142e            | -                 | 42e              | -               | -                     | 70e                          | 63e                   | -           | 20e               | Vainqueur             |
| 1993  | 30e             | 43e               | 2e               | -               | 48e                   | 14e                          | 21e                   | -           | -                 | -                     |
| 1994  | 29e             | Vainqueur         | 14e              | 4e              | 57e                   | 10e                          | 12e                   | -           | -                 | -                     |
| 1995  | 44e             | 37e               | 22e              | 13e             | 2e                    | 5e                           | 2e                    | -           | 20e               | -                     |
| 1996  | 63e             | -                 | 27e              | 38e             | 40e                   | 143e                         | 109e                  | -           | 6e                | 12e                   |
| 1997  | -               | -                 | -                | -               | -                     | -                            | -                     | -           | 30e               | -                     |
| 1998  | 138e            | -                 | -                | 53e             | 82e                   | -                            | -                     | -           | -                 | 51e                   |

### Résultats sur les grands tours

#### Tour de France
8 participations
- 1988 : 62e, vainqueur de la 18e étape
- 1989 : 11e
- 1990 : 7e, vainqueur des 11e et 18e étapes
- 1991 : 2e, vainqueur de la 17e étape
- 1992 : 3e
- 1993 : 20e
- 1994 : non partant (14e étape)
- 1995 : 53e

#### Tour d'Italie
11 participations
- 1986 : 41e
- 1987 : abandon
- 1988 : abandon (4e étape, fracture de la clavicule)
- 1989 : 23e, vainqueur de la 21e étape
- 1990 :  Vainqueur du classement général,  du classement par points et des 1re (contre-la-montre), 7e et 19e (contre-la-montre) étapes,  maillot rose pendant 20 jours
- 1991 : 4e, vainqueur des 2ea (contre-la-montre), 10e (contre-la-montre) et 19e étapes
- 1993 : 18e
- 1994 : 8e, vainqueur de la 3e étape
- 1996 : 29e, vainqueur de la 15e étape
- 1997 : 75e
- 1998 : 50e

#### Tour d'Espagne
3 participations
- 1996 : 56e, vainqueur de la 20e étape
- 1997 : 95e
- 1998 : 84e, vainqueur de la 12e étape

## Distinctions
En 2002, Gianni Bugno fait partie des coureurs retenus dans le Hall of Fame de l'Union cycliste internationale.
- Mémorial Gastone Nencini (révélation italienne de l'année) : 1986
- Mendrisio d'or : 1990
- Giglio d'Oro (coureur italien de l'année) : 1990 et 1991
- Sportif italien de l'année au Gazzetta Sports Awards : 1990 et 1991
- Prix Franco Ballerini : 2022